# Собор Святых Юнана и Колумбы
Собор Святых Юнана и Колумбы (англ. Cathedral of St Eunan and St Columba), или просто Собор Святого Юнана (англ. St Eunan’s Cathedral) — католический собор епархии Рафо. Находится в городе Леттеркенни в графстве Донегол (Ирландия). Посвящён святым Юнану (Адамнану) и Колумбе.

## История
Собор в викторианском неоготическом стиле был построен по заказу кардинала Патрика Джозефа О’Доннелла, в то время епископа Рафо, который в 1888 году в возрасте 32 лет стал самым молодым епископом в мире на то время. Торжественное открытие состоялось 16 июня 1901 года. Над проектом храма работал Уильям Хейг, известный дублинский архитектором и протеже Пьюджина; после смерти Хейга работа над собором была продолжена его коллегой Т. Ф. Макнамарой. 

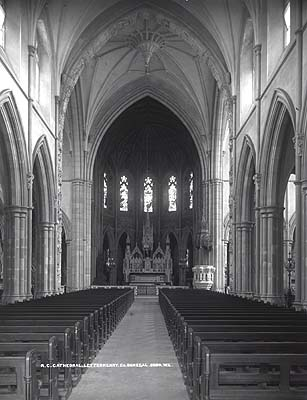
Неф и алтарь, ок. 1900 г.

Собор Святого Юнана имеет 73-метровый шпиль. При строительстве использовался белый песчаник из Танталлона. Его отправляли вдоль побережья и вверх по Суилли. Горожане в вёдрах носили песчаник на стройку. Внутри кафедральный собор отделан дубом, а мраморная кафедра создана братьями Пирс из Дублина. На кафедре изображены четыре мастера и четыре евангелиста.
Витражи в храме и часовне Девы Марии были сделаны мюнхенской фирмой Mayer. На них изображены тринадцать сцен из жизни Иисуса Христа. Потолки — работа Амичи из Рима. Большая арка иллюстрирует жизнь святого Юнана (более известного как Адамнан) и святого Колумбы. Лампада из чистого серебра весит 42,5 кг. Уильям Пирс, принимавший участие в Пасхальном восстании, является автором нескольких скульптур, представленных в интерьере собора.
В колокольне 12 колоколов, каждый из которых носит имя святого; среди них есть Фиакр, Адамнан, Эрнан и Колумба. Колокол Колумбы весит больше двух тонн.
В 1985 году собор был отремонтирован и реконструирован в соответствии с требованиям Второго Ватиканского Собора. При замене алтаря сохранили оригинальный стиль и материалы, а оригинальная алтарная картина — ирландская резная копия «Тайной вечери» Леонардо — была встроена в новый алтарь.